# Mercedes-Benz W125
La W125 è una vettura da competizione costruita nel 1937 dalla Casa automobilistica tedesca Mercedes-Benz.

## Profilo e storia
Il progetto che avrebbe dato origine alla W125 era finalizzato alla costruzione di una vettura da competizione che avrebbe sostituito la W25, una vettura che nell'ultimo periodo di carriera si era dimostrata non molto competitiva, pur avendo racimolato all'inizio qualche successo, anche assai significativo. Ma l'evoluzione tecnica delle rivali sportive della Casa di Stoccarda imposero un pensionamento per la sportiva erede delle precedenti SSK ed SSKL.

A tale scopo, negli ultimi mesi del 1936 venne istituito un nuovo reparto corse Mercedes-Benz: al progetto W125 lavorarono, oltre a Max Sailer (capo progettista Mercedes-Benz dopo la morte di Hans Nibel), anche Rudolf Uhlenhaut, Max Wagner ed Albert Heess. Mentre Sailer era già navigato per quanto riguarda la progettazione di auto da competizione, Uhlenhaut era invece alla sua prima esperienza in qualità di progettista, ma seppe adattarsi e fornire una contributo più che valido grazie alle sue esperienze in qualità di collaudatore di auto stradali e non sul tracciato del Nürburgring.

### Autotelaio
In particolare, Uhlenhaut evidenziò un'eccessiva rigidità delle sospensioni della W25, fatto che fu all'origine di un piccolo incidente occorso allo stesso Uhlenhaut durante un collaudo in pista e che vide una ruota della W25 staccarsi letteralmente, per fortuna senza conseguenze gravi per il pilota, mentre il telaio, troppo poco rigido, si fletté e si piegò, mostrando anch'esso tutti i suoi limiti. Si scelse quindi di utilizzare un telaio tubolare in lega di nichel-cromo e molibdeno per avere una struttura rigida ma leggera allo stesso tempo (basti pensare che il solo telaio pesava appena 52 kg), mentre venne svolto un lavoro intensivo sulle sospensioni, allo scopo di mantenerle rigide, ma non ai livelli della W25, per non incorrere in "saltellamenti" del corpo vettura durante le gare, che avrebbero reso ingestibile la vettura. Quanto alla geometria di avantreno e retrotreno, gli schemi rimasero sostanzialmente gli stessi: si ritrovarono così le ruote indipendenti sull'asse anteriore, mentre il retrotreno usufruì di un nuovo ponte De Dion, risultato della rivisitazione del precedente. Venne anche aumentato l'interasse del telaio, allo scopo di rendere più stabile la vettura, mentre il tutto veniva "rivestito" da una carrozzeria monoposto in alluminio.

L'autotelaio definitivo era pronto il 1º febbraio del 1937, ma il resto della vettura era ancora in fase di ultimazione.

### Gruppo motore-cambio
Il propulsore della W125, denominato M125, derivava direttamente dall'8 cilindri in linea da 4.7 litri di cilindrata della W25, al quale venne aumentata le misure dell'alesaggio da 86 a 94 mm, mentre la corsa rimase immutata a 102 mm, ottenendo così una cilindrata complessiva di 5660 cm³. Inoltre, rispetto al precedente propulsore M25, ruotava non più su cinque, ma su nove supporti di banco. L'alimentazione era affidata inizialmente ad un carburatore Solex, che permise al motore così ottenuto di erogare fino a 580 CV a 5800 giri/min, ma in fase di collaudo preliminare si riscontrò che l'erogazione non era ottimale perché non molto regolare come andamento. Perciò si scelse di utilizzare altri carburatori già collaudati con successo in altri ambiti, anche a fronte di una leggera riduzione della potenza massima (circa 10 CV in meno). La sovralimentazione era invece affidata al consueto compressore volumetrico, caratteristica delle Mercedes-Benz da competizione o stradali sportive di quegli anni (era utilizzato fin dai primi anni venti del Novecento).

Anche per il cambio si scelse di adottare la già collaudata soluzione manuale a 4 marce (tutte sincronizzate), già presente nella W25 e che permetteva, grazie alla presenza dei sincronizzatori, di non dover essere costretti ad effettuare la doppietta, fatto che, sebbene richiedesse poche frazioni di secondo per un pilota esperto, si traduceva comunque in una perdita di tempo che avrebbe potuto fare la differenza in gara.

### Attività sportiva
Il debutto sportivo della W125 si ebbe nel maggio del 1937 al Gran Premio di Tripoli, dove Hermann Lang portò nuovamente la Mercedes-Benz alla vittoria, dopo un anno di digiuno, a causa della grande competitività delle Auto Union.

Subito dopo, la W125 giunse al circuito dell'AVUS di Berlino, dove vennero schierate due W125: una con carrozzeria profilata ed una con carrozzeria normale. Hermann Lang vinse nuovamente.

Il 13 giugno, la W125 approdò al Nürburgring, dove Rudolf Caracciola e Manfred von Brauchitsch giunsero rispettivamente al secondo ed al terzo posto, mentre Christian Kautz giunse al nono posto a causa di alcuni problemi di surriscaldamento.

Successivamente, nel mese di luglio, in occasione della Coppa Vanderbilt di New York e del Gran Premio del Belgio, che si tenevano pressoché in contemporanea, la squadra corse tedesca venne divisa in due: da una parte, Christian Kautz e Richard Seaman vennero inviati oltreoceano con le due rispettive W125, mentre altre tre W125 vennero schierate in Belgio. Mentre a New York, Seaman riuscì ad aggiudicarsi il secondo posto, al Gran Premio del Belgio due delle tre vetture schierate si piazzarono al secondo e terzo posto.

Il 25 luglio del 1937, la W125 fu di nuovo al Nürburgring, questa volta per il Gran Premio di Germania: qui la W125 diede inizio alla sua lunga serie di successi, con Caracciola e von Brauchitsch che giunsero al primo e secondo posto rispettivamente.

A Monaco, vi fu una tripletta della Mercedes-Benz, con von Brauchitsch vincitore, Caracciola al secondo posto e Kautz al terzo.

Alla Coppa Acerbo di Pescara, non valevole per il Campionato Europeo, von Brauchitsch giunse secondo, mentre in un'altra gara del Campionato Europeo, il Gran Premio di Svizzera a Berna, vi fu una nuova tripletta della W125, che stavolta vide in ordine di arrivo Caracciola-Lang-von Brauchitsch. L'ultima tappa del Campionato Europeo si tenne nuovamente in Italia, questa volta a Livorno, dove Caracciola conquistò la vittoria, laurandosi così Campione d'Europa. Von Brauchitsch, pur essendo costretto al ritiro, si piazzò al secondo posto nella classifica generale, mentre Kautz e Lang si piazzarono rispettivamente al terzo e quarto posto.

Prima della fine di quel glorioso 1937, vi fu ancora tempo per due gare: la prima, in Cecoslovacchia, vide una nuova tripletta, con Caracciola, von Brauchitsch e Seaman ai primi tre posti. La gara fu funestata da un incidente occorso a Lang, che perse il controllo della sua W125 e piombò tra il pubblico causando due morti ed una dozzina di feriti.

L'ultima uscita della W125 si ebbe a Donington, dove però stavolta fu la Auto Union di Bernd Rosemeyer a conquistare la vittoria, mentre von Brauchitsch e Caracciola conquistarono rispettivamente il secondo e terzo posto.

La carriera della W125 si concluse con la fine del 1937: per la nuova stagione sportiva del 1938, i nuovi regolamenti imposero una cilindrata massima di 3000 cm³ per le vetture sovralimentate, per cui la W125 venne tolta dalle competizioni e venne sostituita dalla W154.
L'anno seguente venne creata una versione speciale della W125, denominata Avus Streamliner. Questa vettura era stata modificata per stabilire nuovi record di velocità massima, motivo per cui fu ricoperta da un nuovo telaio aerodinamico in alluminio e fu fornita di un propulsore V12 da 8 litri (7956 cm3) con 765 cv. Pilotata da Rudolf Caracciola, raggiunse la velocità di 433 km/h presso il circuito dell'AVUS. Ciò non le permise di battere il record di velocità su terra, ma ottenne comunque il primato di auto più veloce in una zona aperta al traffico.